# 음력 11월 29일
음력 11월 29일은 음력 11월의 29번째 날이다.

## 사건
- 2024년 - 제주항공 2216편 활주로 이탈 사고.

## 문화
- 1993년 - 안산선 공단역 개통.
- 1994년 - 대한뉴스 마지막 방송.
- 2002년 - MBC 무비스 개국.

## 탄생
- 1476년 - 조선 연산군의 비 폐비 신씨.
- 1977년 - 대한민국의 배우 박진희.
- 1978년
  - 대한민국의 가수 영준 (브라운 아이드 소울).
  - 대한민국의 성우 장민혁.
- 1989년 - 대한민국의 쇼트트랙 스피드 스케이팅 선수 곽윤기.
- 1991년 -
  - 대한민국의 아나운서 박소현.
  - 대한민국의 축구 선수 금교진.
  - 대한민국의 야구 선수 김호은.
- 1992년
  - 대한민국의 가수 문별.
  - 대한민국의 배우 조혜정.
- 1994년 - 대한민국의 체조선수 허선미.

## 같이 보기
- 음력 360일: 1월 2월 3월 4월 5월 6월 7월 8월 9월 10월 11월 12월
- 전날:11월 28일 다음날:11월 30일 - 전달:10월 29일 다음달:12월 29일
- 양력:11월 29일
- 음력, 윤달